# 革命民族主义
革命民族主义（英語：Revolutionary nationalism）是一个多义词，用来描述许多不同类型的民族主义政治运动的政治哲学，这些运动希望通过挑战现状的革命来实现其目标。被称为革命民族主义的个人和组织包括法国大革命中的一些政治流派、参与反对英国王室的武装斗争的爱尔兰共和派、反抗法国殖民统治的越南勤王运动、20世纪的印度独立运动、墨西哥革命中的一些参与者、贝尼托·墨索里尼和意大利国家法西斯党、1921年伊朗的呼罗珊自治政府、奥古斯托·塞萨尔·桑地诺、玻利维亚的革命民族主义运动、美国的黑人民族主义以及一些非洲独立运动。